# Йохансен, Эгиль (ориентировщик)
Эгиль Йохансен (норв. Egil Johansen; род. 18 августа 1954, Кристиансанн) — норвежский ориентировщик, неоднократный победитель чемпионатов мира по спортивному ориентированию.

## Чемпионаты мира
Эгиль Йохансен дважды, на двух подряд чемпионатам мира, в 1976
и в 1978 годах
становился чемпионом мира по спортивному ориентированию бегом на индивидуальной дистанции.
На чемпионате 1979 года, который проходил в финском Тампере, Эгиль Йохансен был вторым, уступив только своему соотечественнику и партнёру по команде Эйвину Тону (норв. Øyvin Thon).
Йохансен в составе сборной команды Норвегии (Ян Фьерестад, Свейн Якобсен, Эгиль Йохансен и Эйстейн Вельтцин) стал победителем в эстафете на чемпионате мира 1978 года,
который проходил в окрестностях норвежского города Конгсберг.

## Национальный чемпионат
Эгиль девять раз становился чемпионом Норвегии по спортивному ориентированию. В 1992 году был назначен на должность тренера норвежской национальной команды по спортивному ориентированию.

## Клубная карьера
В составе своего клуба Baekkelagets SK Эгиль Йохансен выигрывал престижнейшую эстафету Юкола в 1988 году.